# F.I.R.
F.I.R. (en chino tradicional, 飛兒樂團; en chino simplificado, 飞儿乐团; pinyin, Fēiér Yuètuán) es una banda de pop formada en Taiwán en 2002 y famosa en ese país, en China, Hong Kong, Singapur, Malasia y otras partes de Asia.
F.I.R. fue formado por el productor Ian Chen, que reclutó a los otros dos miembros: Faye, vocalista del grupo, y Real, a la guitarra. El nombre de la banda proviene de las iniciales de los nombres de sus tres miembros: Faye, Ian y Real; a su vez, es un retroacrónimo de uno de sus álbumes, Fairyland in Reality.
El grupo es conocido especialmente por su canción Lydia, que fue el tema principal de la serie de televisión taiwanesa The Outsiders (鬥魚). La serie fue emitida en Taiwán sin desvelar el cantante de dicho tema, pero la bonita voz de la cantante llamó la atención y atrajo a muchos fanes. Ello hizo que el éxito de F.I.R., cuando finalmente debutaron en 2004, fuera grande. Desde sus inicios, han sido comparados frecuentemente con la ya disuelta banda de rock japonesa Do As Infinity, dado que los estilos musicales y la formación de los grupos es similar.

## Miembros
- Voz
  - Nombre artístico: Faye (F) (飛 or 飛兒, Fei or Feier)
  - Nombre real: Chan Wúntíng (詹雯婷)
  - Lugar de nacimiento: Taipéi, Taiwán
  - Fecha de nacimiento: 28 de agosto de 1981 (36)
- Productor/Teclado
  - Nombre artístico: Ian (I)
  - Nombre real: Chén Jiànníng (陳建寧)
  - Lugar de nacimiento: Taipéi, Taiwán
  - Fecha de nacimiento: 28 de octubre de 1971 (46)
  - Instrumentos musicales: Guitarra, teclado, Keytar
- Guitarrista
  - Nombre artístico: Real (R) (阿沁, Ā Qìn)
  - Nombre real: Huáng Hànqīng (黃漢青)
  - Lugar de nacimiento: Taichung, Taiwán
  - Fecha de nacimiento: 11 de marzo de 1980 (37)
  - Instrumentos musicales: Guitarra, Teclado, piano.

## Discografía

### Álbumes
| Título del álbum               | Fecha de lanzamiento      | Discográfica        |
| ------------------------------ | ------------------------- | ------------------- |
| F.I.R. (飛兒樂團 同名專輯)     | 13 de abril del 2004      | Warner Music Taiwan |
| Unlimited (無限)               | 8 de abril del 2005       | Warner Music Taiwan |
| Flight Tribe (飛行部落)        | 28 de julio del 2006      | Warner Music Taiwan |
| Love · Diva (愛‧歌姬)          | 28 de septiembre del 2007 | Warner Music Taiwan |
| Let's Smile (讓我們一起微笑吧) | 25 de diciembre de 2009   | Warner Music Taiwan |
| Atlantis (亞特蘭提斯)          | 15 de abril del 2011      | Warner Music Taiwan |
| Better Life                    | 13 de diciembre de 2013   | Warner Music Taiwan |

### Miniálbumes
1. I Wanna Fly - Path to Dream All Record, 17 de septiembre de 2004
2. Glory Days - Anniversary, 30 de junio de 2005

- Datos: Q663572
- Multimedia: F.I.R. / Q663572